# Demián Bichir
Demián Bichir Nájera (phát âm tiếng Tây Ban Nha: [deˈmjan biˈtʃir ˈnaxeɾa]; sinh ngày 1 tháng 8 năm 1963) là nam diễn viên người Mỹ gốc México. Anh từng tham gia trong phim điện ảnh Ác quỷ ma sơ (2018).

## Thời thơ ấu
Bichir sinh ra tại Torreón, Mexico. Ông là contrai của Alejandro Bichir và Maricruz Nájera.